# Elyra apicimacula
Elyra apicimacula là một loài bướm đêm trong họ Noctuidae.